# 眼睛浮腫

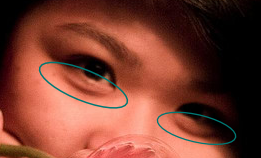
眼睛下方的眼袋

眼眶周圍出現的水肿

眼睛浮腫是指眼睛（眼眶）周围组织肿胀後出現的狀況。眼睛浮腫几乎完全是由眼睛周围的液体积聚（水肿）引起的。通常在眼睛下方出現的浮肿又被称为眼袋。 